# Daniel Southworth
Daniel Southworth (nacido el 2 de septiembre de 1974) es un actor, actor de voz, artista marcial y doble de acción, más conocido por su papel de Eric Myers en Power Rangers Time Force.

## Carrera
Él es un artista de artes marciales altamente capacitado, competente en Taekwondo, Kenpo, Lucha, Judo, y Jeet Kune Do, teniendo artes marciales estudiados durante 15 años y el logro de un cinturón negro. Después de ganar muchos títulos estatales y nacionales, Daniel se retiró de la lucha. Él es también un artista y coordinador de dobles, que ha trabajado con Jackie Chan y Andy Cheng. En la pantalla que es muy conocido por su papel de Eric Myers, el Quantum Ranger, en Power Rangers Time Force (y también volvió a interpretar ese papel durante algunos episodios de Power Rangers Wild Force); hizo una participación especial en el año 2005 en la Octava Temporada de la teleserie Charmed, capítulo 14, donde interpretó al guardián del zodíaco chino (Rata).
Él hizo todo de sus propias escenas de riesgo durante su historia en Power Rangers. Él era el actor de traje de Adám en Mighty Morphin Power Rangers World Tour, actuando en vivo en el escenario. También se ha hecho conocido por su papel como la voz de Vergil (Devil May Cry), el hermano gemelo de Dante en Devil May Cry 3: El despertar de Dante, en la edición especial de Devil May Cry 4 siguió con su papel de Vergil, y lo volvió a retomar en la última entrega de esta saga de videojuegos, Devil May Cry 5. No solo es Vergil en la saga de Devil May Cry, sino que en Ultimate Marvel vs Capcom 3, volvió a interpretar a este mítico personaje de pelo blanco. Él hizo una aparición sorpresa en la Power Morphicon de 2007 a petición de Johnny Yong Bosch y Koichi Sakamoto.
- Datos: Q11317569